# 유천면
유천면(柳川面)은 대한민국 경상북도 예천군의 면이다. 넓이는 38.48km2이고, 인구는 2015년 12월 31일 기준으로 3,082명이다.

## 연혁
- 신라시대 : 당동현(堂洞縣)에 속함.
- 고려시대 : 양양군(襄陽郡)에 속함.
- 조선시대 : 예천군에 속함.
- 1914년 4월 1일 : 지서아(只西牙), 당동(堂洞), 유등천(柳等川) 3개 면을 병합해 유천면(柳川面)을 설치
- 1967년 : 죽안지 축조
- 1976년 : 공군 제16전투비행단 창설
- 1989년 : 예천공항에 민항기 취항
- 2004년 : 예천공항 민항기 폐쇄

## 행정 구역
| 법정리 | 행정리           | 비고                   |
| ------ | ---------------- | ---------------------- |
| 가리   | 가1리, 가2리     | 면 행정복지센터 소재지 |
| 고림리 | 고림리           |                        |
| 고산리 | 고산리           |                        |
| 광전리 | 광전리           |                        |
| 마천리 | 마천리           |                        |
| 매산리 | 매산1리, 매산2리 |                        |
| 사곡리 | 사곡리           |                        |
| 성평리 | 성평리           |                        |
| 손기리 | 손기리           |                        |
| 송전리 | 송전리           |                        |
| 송지리 | 송지리           |                        |
| 수심리 | 수심리           |                        |
| 연천리 | 연천1리, 연천2리 |                        |
| 용암리 | 용암리           |                        |
| 율현리 | 율현리           |                        |
| 죽안리 | 죽안리           |                        |
| 중평리 | 중평리           |                        |
| 초적리 | 초적리           |                        |
| 화전리 | 화전리           |                        |
| 화지리 | 화지1리, 화지2리 |                        |

## 교육 기관
- 유천초등학교 : 유천면 유용로 34-10 (가리)
- 화동초등학교 (폐교, 現 예천노인요양원) : 유천면 고산길 128 (가리)
- 화남초등학교 (폐교) : 유천면 중평길 52 (중평리)
- 경북한옥건축직업전문학교 (舊 유천초등학교) : 유천면 버드내길 16 (매산리)